# موبايل ليجيندز: بانغ بانغ
(بالصينية: 无尽 对决) هي لعبة قتال متعددة اللاعبين عبر الإنترنت طُورت ونُشرت بواسطة شركة مونتون الصينية. صدرت اللعبة في عام 2016، وأصبحت شائعة في جنوب شرق آسيا وكانت من بين الألعاب المختارة لأول مسابقة للرياضات الإلكترونية في ألعاب جنوب شرق آسيا لعام 2019 في الفلبين.
في يوليو 2018، فازت تينسنت نيابة عن ريوت غيمز بدعوى قضائية في شانغهاي ضد الرئيس التنفيذي لشركة مونتون، واتسون زو جينوا، بتهمة السرقة الفكرية من لعبة ليغ أوف ليجيندز، وحصلت على تسوية بقيمة 2.9 مليون دولار.

## اللعب
موبايل ليجيندز هي لعبة قتال متعددة اللاعبين عبر الإنترنت (MOBA) مصممة للهواتف المحمولة. يتم اللعب فيها في ساحة تتكون من ثلاثة مسارات، العلوي والوسط والسفلي، كل من هذه المسارات يحتوي على ثلاثة أبراج يمكن تدميرها بواسطة اللاعبين أو «المينيونز». يكون الهدف تدمير القاعدة الرئيسية للعدو الموجودة في نهاية الساحة. يتم نشر كائنات «المينيونز» في بداية اللعب، حيث تخرج من قاعدة كل فريق وتنتشر في المسارات الثلاث لمقاتلة العدو والتسبب بالضرر للأبراج.
يوجد في كل فريق، خمسة لاعبين يتحكم كل منهم في شخصية، تُعرف باسم «البطل (Hero)» باستخدام عناصر التحكم التناظرية الموجودة على الجوانب السفلية من الشاشة. كذلك توجد خارطة صغيرة في أعلى يسار الشاشة تظهر صور مصغرة لحركة لاعبين الفريق في الساحة.
يوجد 6 أنواع من أدوار من الأبطال : المدرع، الدعم، السفاح، المقاتل، الرامي، والساحر.
بالإضافة إلى ذلك، تحتوي موبايل ليجيندز على أنواع مختلفة من ألعاب الأركيد، والتي تتميز بميكانيكا لعب مختلفة، مثل: طور النجاة وطور الشطرنج تي-دي

### الأدوار
- المدرع (Tank) : «قتال عن قرب» ويكون عمله الأساسي كدرع للفريق، يكون بلأساس ذو دفاع ونقاط صحة عاليين. يوزونج عمك
- الدعم (Support)  : «مزدوج نوعية القتال» يدعم الأبطال الأخرين حسب قدراته الخاصة ومنها رفع نقاط الحياة (HP) لديه أو لدى بطل اخر من فريقه، أو توليد درع وغيره.
- السفاح (Assassin) : «قتال عن قرب» يكون لديه نقاط حياة منخفضة ولكنه يملك ضرر عالي. تعتمد مهاراته على الكمين للعدو والسرعة غالبا، حيث يستطيع قتل بطل من العدو بصورة سريعة ثم الإبتعاد.
- المقاتل (Fighter): «قتال عن قرب» يكون متوازنا من ناحية الضرر ونقاط الصحة. ويسمح له هذا التوازن بلاشتباك مع العدو والخروج من الاشتباك حياً.
- الرامي (Marksman) : «قتال عن بعد» لديه ضرر عال جدا خاصة في لاحق المباراة، لكن نقاط صحته وحركته تكون منخفضة ويعتمد على حماية بقية أعضاء الفريق غالبًا.
- الساحر (Mage) : «قتال عن بعد» لديه مهارات خاصة كالإبطاء وشلّ الحركة، وعادة ما تكون على هيئة تأثير سطحي (Area of Effect "AoE") كما يكون لديه غالبا إمكانية الحركة السلسة لملاحقة العدو أو الهروب منه.[4]

ويعتبر يون زونغ الأفضل بكل الاوقات 

### أوضاع اللعب
- الكلاسيك "Classic" في هذا الوضع يلعب اللاعبون ب5 ضد 5، وهو وضع اللعب الإعتيادي.
- التصنيف "Rank" يشبه وضع الكلاسيك ولكن فيه يتنافس اللاعبون على الرتب.
- المشاجرة "Brawl" يكون القتال فيه ب 5 ضد 5 أيضا لكن بمسار واحد في الخريطة، واختيار الأبطال يكون من بين بطلين يظهران عشوائيا في مرحلة الأختيار.
- الذكاء الصناعي "Vs. AI" وفيه يتم اللعب ضد الذكاء الصناعي حيث يتم اللعب ضد ما يسمى بالبوت "Bot".
- المخصص "Custom" يمكن في هذا الوضع تخصيص المطلوب للعب كأن يكول 1 ضد 1 أو 1 ضد 5 أو 3 ضد 2 وهكذا.
- ألعاب الأركيد "Arcade" وفيه أطوار مختلفة للعب

#### ألعاب الأركيد
وهي أنماط أخرى من طريقة اللعب في موبايل ليجيندز. وهي ليست موجودة بشكل دائمي، بل تظهر مؤقتا حسب مواعيد محددة من قبل القائمين على اللعبة. ومن الجدير بالذكر بأنه ليس جميع الأبطال في اللعبة يتواجدون في الأطوار المختلفة
يوجد عدة أنواع من هذه الألعاب:
- طور المرآة "Mirror" يكون اللعب فيه بطريقة 5 ضد 5 لكن ببطل واحد لكل فريق.
- طور النجاة "Survival" لعبة باتل رويال، تتم في مكان أسمه متاهة مينوس. يتواجد في المتاهة ككل 99 لاعب (33 فريقا) يتكون كل فريق من 3 لاعبين، وتتقاتل هذه الفرق فيما بينها. يكون الفوز للفريق الناجي في أخر اللعبة.
- طور الفوضى "Mayhem" وفيه يتم تعديل مهارات بعض الأبطال ليصبحوا أقوى.
- طور التطور "Evolve" في هذا الوضع، يتم إرسال 15 لاعبًا في خريطة حيث يتعين عليهم الارتقاء والتطور من خلال جمع الأحجار التي تسقطها الوحوش أو التي تُنشَر بشكل عشوائي حول الخريطة، كذلك يتقاتلون فيما بينهم. والفائز هو الناجي الأخير.
- طور معركة الموت "Deathbattle" في هذا الوضع يتم الأختيار من بين مجموعة من الأبطال العشوائيين، وعند موت اللاعب يجب عليه اختيار بطل أخر. ولا يمكن اختيار نفس البطل مرتين من قبل الفريق. هناك طريقتان لتحقيق النصر: إما تدمير قاعدة العدو أو تحقيق 30 عملية قتل قبل أن يفعل العدو.
- طور الجنون "Frenzy"* يحتوي هذا الطور على أطعمة منتشرة في الخريطة وكل نوع من هذه الأطعمة يعطي قدرات مختلفة للبطل. ويتم النصر عن طريق تدمير القاعدة للعدو.
- طور لعبة الشطرنج "Chess TD" وهو وضع استراتيجي حيث يوزع 6 لاعبين على 6 خرائط مختلفة، ويتم اختيار الخصمان في كل جولة بصورة عشوائية. الهدف منه البقاء للنهاية.
- طور الشطرنج السحري "Magic Chess" يشبه وضع لعبة الشطرنج فيما عدا بعض الإختلافات كشكل الخريطة والأبطال.
- طور النهب "Ravage" وهو طور 5 ضد 5 أيضا، وهنا يختار اللاعب خمسة أبطال بأدوار مختلفة قبل بدء اللعب ومن ثم يتم اختيار البطل والدور عشوائيا. تحوي ساحة اللعب على عناصر تسمى ب "Aquamarines"، وأول فريق يجمع العدد الكافي منها يفوز.

### رتب اللاعب
يتم تحديد رتبة اللاعب عن طريق اللعب في وضع التصنيف "Rank" حيث يمنح كل فوز نقطة واحدة (نجمة) والرتب الموجودة هي:
- محارب "Warrior"
- نخبة "Elite"
- ماستر "Master"
- جراند ماستر "Grandmaster"
- ملحمي "EPIC"
- أسطوري "Legend"
- خرافي "Mythic"
- خرافي مجيد "MythicGlory"

## الشخصيات
يوجد حاليًا 129 بطل من بينهم كلينت في اللعبة. السعر لغالبية الأبطال هو 32000 عملة ذهبية (عملة تُكسب داخل اللعبة) أو 599 جوهرة (عملة تُشترى بالمال).

### قائمة بأسماء الشخصيات
- جدول للأبطال المتواجدين حاليا في اللعبة.[6]